# 大田庄乡
大田庄乡，是中华人民共和国山東省临沂市费县下辖的一个乡镇级行政单位。

## 行政区划
大田庄乡下辖以下地区：
齐鲁地村、西安太村、东安太村、黄崖村、西渐富村、东渐富村、薛家庄村、王家庄村、五圣堂村、臧家庄村、周家庄村、大田庄村、牛岚村、柳泉村、青云庄村、黄土庄村和三连峪村。